# Miss Afrique du Sud 2010
Miss Afrique du Sud 2010, est la 56e élection de Miss Afrique du Sud, s'est déroulée le 12 décembre 2010 au Superbowl de Sun City.
La gagnante, Bokang Montjane, succède à Nicole Flint, Miss Afrique du Sud 2009.

## Classement final
| Résultats                | Candidates                                                   | Concours internationaux                                                        |
| ------------------------ | ------------------------------------------------------------ | ------------------------------------------------------------------------------ |
| Miss Afrique du Sud 2010 | - Gauteng - Bokang Montjane                                  | - Top 16 à Miss Terre 2007 - Top 7 à Miss Monde 2011 - Miss World Afrique 2011 |
| 1re princesse            | - Cap occidental - Dhesha Jeram                              | - Top 20 à Miss Supranational 2011 - Miss Supranational Afrique 2011           |
| 2e princesse             | - Gauteng - Natasha Kashimoto                                |                                                                                |
| Top 5                    | - Gauteng - Bianca Coutinho - Cap occidental - Careen Truter |                                                                                |

## Candidates
12 candidates ont concouru pour le titre de Miss Afrique du Sud 2010 :
| Nom                   | Âge    | Province représentée | Résidence     | Classement final         |
| --------------------- | ------ | -------------------- | ------------- | ------------------------ |
| Bianca Coutinho       | 22 ans | Gauteng              | Bedfordview   | Top 5                    |
| Chanel Grantham       | 21 ans | KwaZulu-Natal        | Durban        |                          |
| Dhesha Jeram          | 23 ans | Cap occidental       | Constantia    | 1re princesse            |
| Natasha Kashimoto     | 19 ans | Gauteng              | Benoni        | 2e princesse             |
| Malesotse Makgalemele | 23 ans | Gauteng              | Auckland Park |                          |
| Bokang Montjane       | 24 ans | Gauteng              | Johannesburg  | Miss Afrique du Sud 2010 |
| Dorah Mtetwa          | 24 ans | Gauteng              | Soweto        |                          |
| Kiasha Naidoo         | 22 ans | Gauteng              | Kempton Park  |                          |
| Sandhya Naidoo        | 21 ans | Cap occidental       | Rondebosch    |                          |
| Danicka Riehl         | 18 ans | KwaZulu-Natal        | Hillcrest     |                          |
| Careen Truter         | 19 ans | Cap occidental       | Strand        | Top 5                    |
| Anja van Zyl          | 22 ans | Gauteng              | Pretoria      |                          |

## Déroulement de la cérémonie

### Jury
| Nom                               | Nationalité   | Commentaire                                              |
| --------------------------------- | ------------- | -------------------------------------------------------- |
| Sonia Raciti (présidente du jury) | Sud-africaine | Miss Afrique du Sud 1998                                 |
| Kieno Kammies                     | Sud-africaine | Journaliste et animateur de radio sur Radio 702 et BBC 5 |
| Paledi Segapo                     | Sud-africaine | Fondateur de Palse Homme et de PALSE                     |
| Asanda Sizani                     | Sud-africaine | Styliste et rédactrice en chef de Vogue Arabia           |
| Yolisa Phahle                     | Sud-africaine | Directrice de la chaine M-Net                            |
| Sonia Bonneventia Pule            | Sud-africaine | 2e princesse de Miss Afrique du Sud 2001                 |

## Observations